# Soliflussione

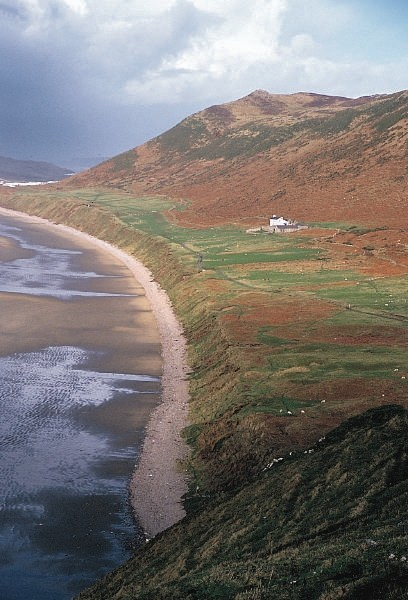
Terrazzamento sopraelevato derivante dallo scivolamento del terreno per soliflussione dalla vicina montagna. Rhossili, Galles

In geologia, la soliflussione, nota anche come flussione del suolo, è un tipo di fenomeno franoso in cui i sedimenti superficiali saturi d'acqua si muovono lentamente lungo il pendio, al disopra di rocce impermeabili.
Questa situazione si può verificare negli ambienti periglaciali dove lo scongelamento durante la stagione calda conduce alla saturazione di acqua nel materiale superficiale disgelato (strato attivo), causando una forma di flusso lungo il pendio. Questo flusso può essere causato dal criosollevamento che provoca un rialzo del terreno in direzione perpendicolare al pendio, come pure da uno scivolamento su piccola scala. 
Dove il suolo sottostante è permanentemente ghiacciato (permafrost), il processo viene in genere chiamato geliflussione.
La soliflussione può avvenire su pendii poco profondi con pendenze di 0,5 gradi e velocità comprese tra 0,5 e 15 cm per anno.  In Germania i sedimenti di soliflussione del Dryas recente hanno un consistente spessore di 0,4–0,7 metri. 
La reptazione discendente è un processo simile che non dipende dai cicli di raffreddamento.